# Rachel – Das Musical

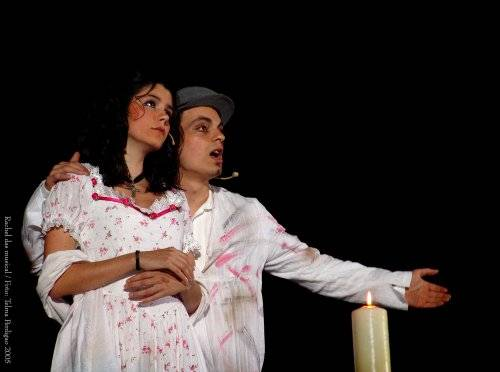

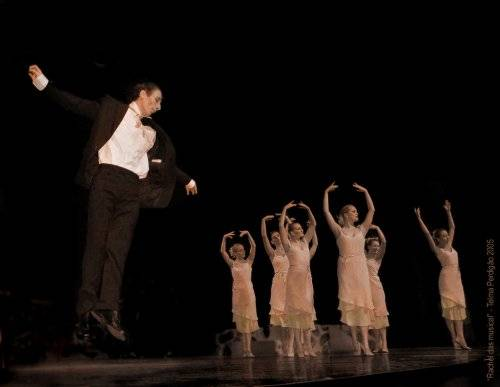

Rachel – Das Musical ist ein musikdramatisches Werk von Thomas Gabriel (Musik) und Johannes Maria Schatz (Buch & Text) in zwei Akten. Die Handlung ist eine moderne Adaption der im Neuen Testament bei Matthäus zu findenden Perikope von den Heiligen Drei Königen.
Das Musical wurde anlässlich des Besuches von Papst Benedikt XVI. zum Weltjugendtag 2005 am 10. August 2005 in Trier unter Schirmherrschaft von Ministerpräsident Kurt Beck und Guillaume von Luxemburg uraufgeführt. Es gilt mit seinem 120-köpfigen Gesamtensemble aus neun Ländern als größte Jugendmusicalproduktion im deutschsprachigen Raum.
Die Musik ist eine Mischung aus Elementen des Jazz, Rock, Blues aber auch sehr klassischen, beinahe operhaften Arien. Die Hereinnahme eines Akkordeons und Cellos zu den Rockinstrumenten unterstreicht diese Mischung. Das Besondere des Librettos liegt darin, dass es bei den Songs zwischen fünf verschiedenen Sprachen (englisch, französisch, spanisch, italienisch und deutsch) wechselt. Inzwischen liegt das Musical aber auch in einer komplett deutschen Fassung vor, die am 6. September 2007 in Brakel uraufgeführt wurde.

## Inhalt

### Erster Akt
In einem Traum Rachels, der jüngsten Tochter der sehr reichen Familie van Delpt, kommen drei Magier zu König Herodes und erkundigen sich nach dem Ort, an dem der neue König der Juden geboren werden solle. Die Schriftgelehrten verweisen auf Bethlehem. Hinterhältig heuchelt Herodes gläubiges Interesse vor. Die Magier mögen zu ihm zurückkehren, damit auch er dem Kind huldigen könne. Plötzlich fährt Rachel aus ihrem Traum hoch. Nein, nicht zu Herodes zurück! Amelie Dunant, ihre Amme beruhigt Rachel und erkennt im Traum die Matthäusgeschichte. Das kleine Kind und der seltsame Brand, beide ebenfalls Traumbilder, vermag Amelie jedoch nicht zu deuten. Der Hausherr, José van Delpt, trifft am Folgetag auf den jungen, aufstrebenden Immobilienmakler, Damian Gainsborough, der an seinen Grundstücken im Armenviertel interessiert ist. Als schlauer Geschäftsmann möchte José van Delpt Steuern sparen. Aus diesem Grunde willigt er in einem Abkommen unter »Gentlemen« der Heirat seiner jüngsten Tochter Rachel mit dem Immobilienmakler ein. Seine Grundstücke in dem Armenviertel sollen dann als Steuer sparendes Hochzeitsgeschenk dienen. Rachel scheint blind vor vermeintlicher Liebe zu sein und tanzt unbeschwert durch die Verlobungsfeier. Die verschmähte ältere Tochter Judith plant erste Intrigen. Bei einem zufälligen Treffen mit ihrem Freund aus Kindheitstagen, David Varton, in der Kathedrale kommen Rachel erste Zweifel an der Verbindung. Sie verlässt aufgewühlt den Ort der Begegnung und gerät Gedanken verloren in das Armenviertel. Hier trifft sie auf Jeanne, der Schreibkraft Damians, und erfährt von den Plänen ihres künftigen Ehemannes: Das Armenviertel soll abgerissen werden, um Platz für ein modernes Geschäftsviertel zu machen. Die Bewohner des Viertels und der hinzu kommende David flehen Rachel an, sich bei ihrem Vater für ihr Viertel einzusetzen. Bei einem späteren Ortstermin im Armenviertel wird Damian mit seinen Geschäftspartnern von den Bewohnern verjagt. Der sinnt auf Rache. Als Rachel ihn um Mitleid für die Bewohner des Viertels bittet, lässt Damian seine Maske fallen und verspottet seine Verlobte am Frühstückstisch. Inzwischen findet er mehr und mehr Gefallen an der intriganten Judith, die ihm von der wiederentdeckten Freundschaft mit David berichtet. Währenddessen formiert sich im Armenviertel starker Widerstand gegen die Pläne des Immobilienmaklers Damian. Die Anführer des Widerstandes, David, Jeanne und der lustige Simon, gehen in den Untergrund. »Justice, Gerechtigkeit!«, verlangen die Bewohner in dem Schlussbild des Ersten Aktes.

### Zweiter Akt
Heimlich treffen sich Rachel und David in der Kathedrale und gestehen sich ihre Liebe zueinander ein. Judith, die alles heimlich beobachtet, triumphiert bereits und ahnt, dass Damian in Zukunft ihr gehören wird. José van Delpt stellt Rachel zur Rede und verlangt unbedingte Loyalität zu ihrem künftigen Gatten und der Familie. Zum ersten Mal brechen mit aller Wucht Habgier, kaltherzige Berechnung und Elend in Rachels Leben, was ihre Weltsicht und ihren Glauben tief erschüttern. Bei ihrer Amme sucht sie Trost. Amelie bestärkt sie darin, ihrem inneren Stern zu folgen und sich auf ihren eigenen Weg zu machen. Als Rachel schließlich erschöpft einschläft, manifestieren sich die einstigen Todessoldaten des Königs Herodes, die es nach Blut dürstet. Rasend vor Habgier und Eifersucht, entschließt sich Damian dazu, Feuer im Armenviertel zu legen. Durch das Anzünden von Davids Haus könnte er sich mit einem Schlag der Abrisskosten des Armenviertels und des leidigen Nebenbuhlers entledigen. Jeanne ahnt das teuflische Spiel Damians und informiert die Familie van Delpt. Als Rachel mit der Polizei im Armenviertel eintrifft, steht ein Haus bereits lichterloh in Flammen.

## Die Songs

### 1. Akt
1. Wir sind gekommen
2. Toast
3. Congratulate the happy couple (Wünschet viel Glück)
4. Que dois-je faire (Was muss ich tun)
5. Quién interrumpo mi rezo (Wer stört mein Gebet)
6. Damians Pläne
7. Che cosa fa qui (Wer ist das)
8. Was soll nur aus uns werden
9. Aiutaci (Hilf uns)
10. Lasst die Sorgen los
11. Did you have Fun (Hattest du Spaß)
12. Wie witzig
13. Was weißt du schon
14. Du glaubst nicht was ich sah
15. Ihr macht uns keine Angst
16. Justice (Es reicht)

### 2. Akt
1. Kyrie
2. Nothing is as it once was (Nichts ist wie es einmal war)
3. Du kannst es tun
4. Endlich krieg ich Damian
5. Nicht zu ertragen
6. Wie kannst du uns das antun
7. Darei tutto per lui (Ich gäbe mein Leben für dich hin)
8. El mundo es tan frio (Die Welt ist so kalt)
9. Der Kindermord
10. Der Mond ist aufgegangen
11. Den Besen schwingen
12. Kanaillen
13. The child is alive (Das Kind überlebt)
14. Hoffnung
15. Die Sterne weinen
16. Pour l'adorer (Huldigt ihm)

## Besetzung der Uraufführung
Am 10. August 2005 fand die Uraufführung in der Arena Trier statt.
Rachel: Tanja Hamleh; David: Liborio Conti; Damian: Kurosch Abbasi; Judith: Sophie Becker; Simon: Björn Hilmers; Jeanne: Kristin Oettinger; José & Herodes: Bernd Hetjens; Lea: Barbara Bremm; Amelie: Bianca Spiegel.
Produktion: Johannes Maria Schatz; Inszenierung: Doris Schäfer; Musikalische Leitung: Thomas Gabriel; Choreographie: Angel Blasco.
Bühnenbild: Martin Richerzhagen; Kostümbild: Ursula Zimmer & Ruth Gibbert; Maskenbild: Nadine Wagner; Ton: Mathias Frey; Lichtdesign: Michael Weickenmeier.

## Aufführungsorte der Weltpremieren-Produktion
In 16 Shows erreichte die Weltpremieren-Produktion über 24.000 Zuschauer.
- Deutschland: 10. – 14. August 2005, Arena Trier, Trier
- Deutschland: 16. – 19. August 2005, Palladium, Köln
- Deutschland: 30. September 2005, Zell an der Mosel
- Frankreich: 6. Oktober 2005, Metz
- Belgien: 20. Oktober 2005, Eupen
- Luxemburg: 21. Oktober 2005, Luxemburg

## Auszeichnungen
2005 Filippas Engel

## Einspielungen
- CD Studioproduktion, 2005, Trier Cast, Höhepunkte

Daneben existiert eine DVD-Liveaufzeichnung der Uraufführung 2005 in drei verschiedenen Besetzungen.